# Neuve-Maison
Neuve-Maison är en kommun i departementet Aisne i regionen Hauts-de-France i norra Frankrike. Kommunen ligger  i kantonen Hirson som ligger i arrondissementet Vervins. År 2022 hade Neuve-Maison 607 invånare.

## Befolkningsutveckling
Antalet invånare i kommunen Neuve-Maison
Referens: INSEE